# بولي لانيرس
بولي لانيرس هو كاتب سيناريو ومخرج وممثل بلجيكي، ولد في 20 مايو 1965 في بلجيكا.

## أعمال

### أفلام
- (2004) خطوبة طويلة جدا[5]
- (2011) لاشيء للادلاء به[6]
- (2012) صدأ وعظم[7]

## وصلات خارجية
- بولي لانيرس على موقع IMDb (الإنجليزية)
- بولي لانيرس على موقع قاعدة بيانات الأفلام العربية
- بولي لانيرس على موقع ألو سيني (الفرنسية)
- بولي لانيرس على موقع أول موفي (الإنجليزية)
- بولي لانيرس على موقع قاعدة بيانات الأفلام السويدية (السويدية)
- بولي لانيرس على موقع قاعدة بيانات الفيلم (الإنجليزية)
- بولي لانيرس على موقع كينوبويسك (الروسية)